# Izhavia
JSC Izhavia (russe : ОАО «Ижавиа») est une compagnie aérienne basée à Ijevsk, en Oudmourtie (Russie). C'est la compagnie porte-drapeau de la République Oudmourte. Elle est basée à l'aéroport d'Ijevsk (en).
La compagnie figure depuis 2022 sur la liste des compagnies aériennes interdites d'exploitation dans l'Union européenne.

## Histoire
La compagnie aérienne est formée en 1992 et est issue de la Division d'Ijevsk d'Aeroflot. Elle s'appelle à l'origine Izhevsk Air Enterprise

## Destinations
En juin 2015, Izhavia proposait les destinations suivantes :

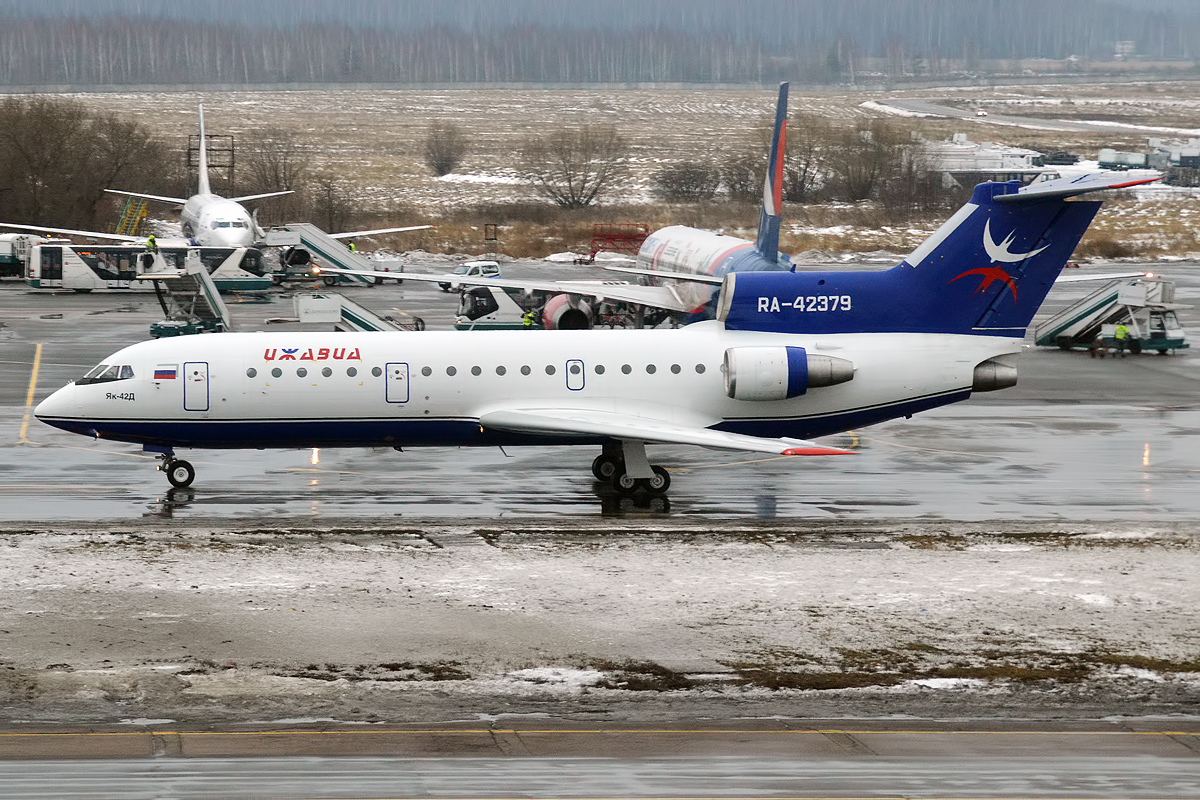
Yakovlev Yak-42 en 2017

## Flotte

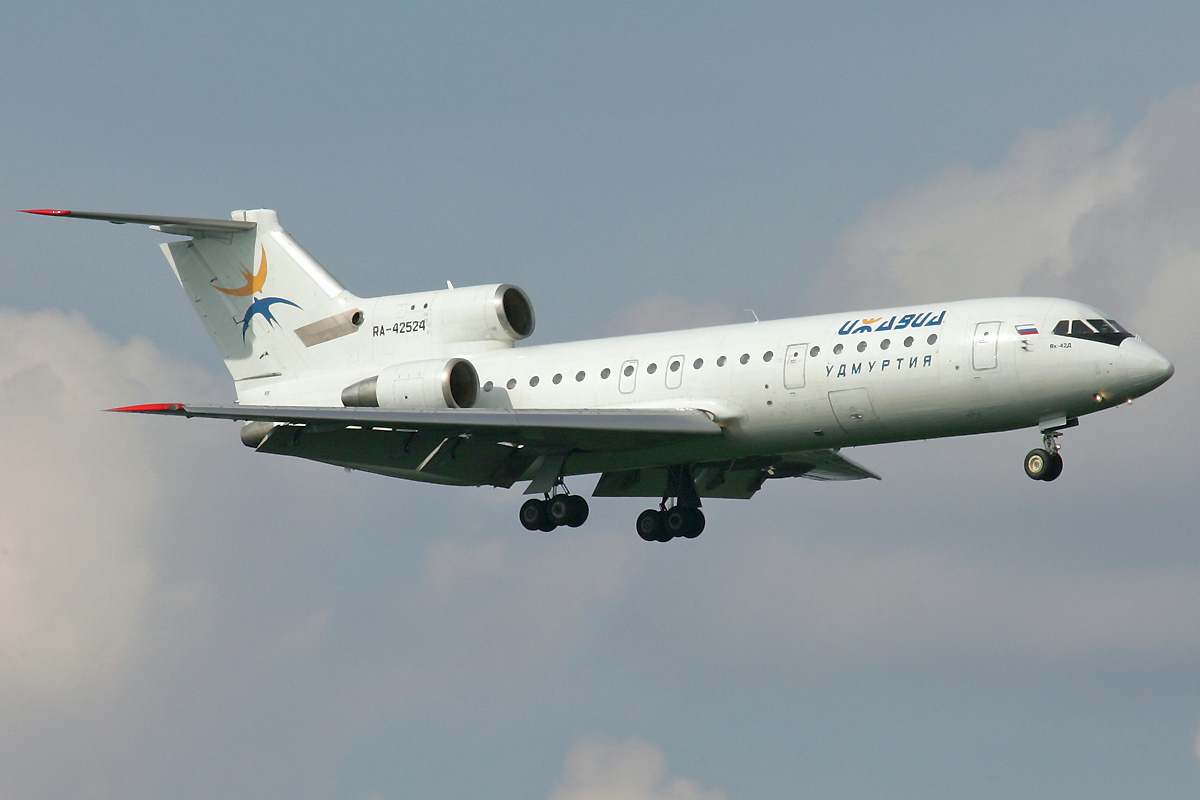
Un Yakovlev Yak-42D d'Izhavia à l'approche de Moscou-Domodedovo en 2009.

En février 2019, la flotte d'Izhavia se composait des appareils suivants:

### Ex-Flotte
La compagnie aérienne utilisait également les appareils suivants
- Antonov An-24B
- Antonov An-26B
- Antonov An-26
- Tupolev Tu-134A
- Yakovlev Yak-42